# Lo specchio delle spie (romanzo)
Lo specchio delle spie è il quarto romanzo di spionaggio scritto da John le Carré.
Scritto in risposta alla reazione positiva del pubblico al suo precedente romanzo, La spia che venne dal freddo, il libro esplora la natura meno affascinante dello spionaggio e il pericolo della nostalgia. Racconta la storia di un'incompetente agenzia d'intelligence militare britannica conosciuta come il Dipartimento e dei suoi molteplici tentativi falliti di verificare il racconto di un disertore comunista riguardo a un potenziamento missilistico sovietico nella Germania Est. 

## Trama
Durante i primi anni '60, un'agenzia d'intelligence militare britannica, attiva in tempo di guerra e conosciuta informalmente come Il Dipartimento, è in pieno declino. Ridotta a un gruppo ristretto di uomini ormai legati solo ai ricordi della ricognizione aerea nella Seconda guerra mondiale, la squadra è guidata dal nostalgico Leclerc e composta da John Avery, editore fallito, Wilf Taylor, in cerca dell'ultimo momento di gloria, e Adrian Haldane, un intellettuale malato il cui lavoro sull'Unione Sovietica e sulla Germania Est tiene a galla l’agenzia grazie ai fondi di Whitehall.
Un presunto disertore fornisce informazioni su un accumulo di missili sovietici nella città fittizia di Kalkstadt, vicino a Lübeck in Germania Ovest. Il Dipartimento coglie l'occasione per tornare in campo, tentando di confermare l'informazione con un volo fotografico clandestino. Ma la missione prende subito una piega tragica: il pilota viene ucciso in un sospetto incidente stradale e il recupero del materiale in Finlandia fallisce.
Decisi a procedere comunque, e temendo l'interferenza del Circus, diretto da "Control" e dal suo vice George Smiley, i membri del Dipartimento reclutano Fred Leiser, un ex agente polacco naturalizzato britannico, ora meccanico e fuori forma. Questi gli mentono spudoratamente, facendogli credere che il Dipartimento sia ancora potente. Avery e Leiser sviluppano un legame: il primo cerca un senso alla propria carriera, il secondo spera di ritrovare un po' della gloria perduta.
Il Dipartimento addestra Leiser in una casa a Oxford, ma i suoi limiti sono evidenti. Solo dopo un faticoso addestramento riesce finalmente a completare gli esami richiesti. Pochi giorni dopo, viene portato vicino al confine e informato che non può portare un'arma. Preso dal panico, Leiser uccide una giovane guardia della Germania dell'Est durante l'attraversamento del confine. Rifugiatosi in una città vicina, stringe un patto con una ragazza tedesca in cambio di ospitalità e assistenza.
Durante la trasmissione radio, però, Leiser dimentica di cambiare frequenza come da protocollo. La Stasi quindi intercetta il segnale, individua la sua posizione e lo cattura. Intanto Smiley e Control scoprono l'operazione e decidono di chiuderla bruscamente, lasciando intendere che il fallimento di Leiser non sia stato del tutto casuale.

## Opere derivate
Un film tratto dal romanzo è uscito nel 1969, con Christopher Jones nel ruolo di Leiser, Ralph Richardson nel ruolo di LeClerc e Anthony Hopkins nel ruolo di Avery. La regia è di Frank Pierson.

## Edizioni italiane
- Lo specchio delle spie, traduzione di Adriana Pellegrini, Collezione La Ginestra n.87, Milano, Longanesi, 1965, ISBN 2019022101587.
- Lo specchio delle spie, traduzione di A. Pellegrini, Collezione BUR n.365, Milano, Rizzoli, 1981.
- Lo specchio delle spie, traduzione di A. Pellegrini, Milano, Mondadori, 1994.